# Les Barils
Les Barils é uma comuna francesa na região administrativa da Normandia, no departamento de Eure. Estende-se por uma área de 9,37 km². Em 2010 a comuna tinha 278 habitantes (densidade: 29,7 hab./km²).